# Rivière Cap-Chat Est
Pour les articles homonymes, voir Cap-Chat (homonymie).
La rivière Cap-Chat Est est un affluent de la rivière Cap-Chat, donc un sous-affluent du Fleuve Saint-Laurent. Cette rivière coule vers l'ouest dans le Parc de la Gaspésie dans un territoire sauvage et forestier. La rivière coule dans le territoire non organisé de Rivière-Bonjour, dans la municipalité régionale de comté (MRC) de La Matanie, dans la région administrative du Bas-Saint-Laurent, au Québec, au Canada.

## Géographie
La rivière Cap-Chat Est prend sa source de ruisseaux de montagnes, situés dans les monts Chic-Chocs dans le Parc de la Gaspésie, au centre de la péninsule gaspésienne. Cette source est située à 1,8 km au sud-est du sommet du Mont Logan.
Venant des hautes montagnes du Parc de la Gaspésie et descendant sur un fond de gravier, les eaux de la rivière Cap-Chat Est sont froides et très limpides, ce qui constitue des conditions favorables à la pêche au saumon.
Les tributaires de la rivière sont du côté gauche :
- décharge du Petit lac Cap-Chat,
- ruisseau Wilson.

Tandis que les tributaires de la rive droite de la rivière sont :
- ruisseau Aunay,
- ruisseau Voligny,
- décharge du lac Barbarin,
- décharge du lac Behrend.

À partir de sa source, la rivière Cap-Chat Est coule sur environ 18 km, répartis selon les segments suivants :
- 3,0 km vers le sud-ouest dans le comté de Matane, jusqu'à la limite du canton de Joffre ;
- 1,6 km vers le sud dans le canton de Joffre, en recueillant les eaux du ruisseau Voligny, jusqu'à la limite du canton de Dunière ;
- 6,4 km vers le sud dans le canton de Dunière, jusqu'à la confluence du ruisseau Wilson (venant de l'est) ;
- 1,6 km vers le sud-ouest, jusqu'à la confluence du ruisseau Baunas (venant du nord) ;
- 5,2 km vers le sud-ouest, jusqu'à sa confluence[1].

La rivière Cap-Chat Est est le principal tributaire de la rivière Cap-Chat qui prend sa source dans le Parc de la Gaspésie. Puis, la rivière Cap-Chat se dirige vers le nord jusqu'au territoire de la Zec de Cap-Chat. À partir de la limite du zec de Cap-Chat, la rivière Cap-Chat coule vers le nord-est, puis vers le nord, sur environ 60 kilomètres jusqu'à son embouchure dans le fleuve Saint-Laurent, dans la municipalité de Cap-Chat. La zec de la Rivière-Cap-Chat administre 56,6 km du cours inférieur de cette rivière.

## Toponymie
Le terme Cap-Chat se réfère à un ensemble de désignation de lieux de la région de Cap-Chat : seigneurie, deux zecs, canton, ville, anse, routes et rues, rivières, pointe, canyon et butte.
Le toponyme rivière Cap-Chat a été officialisé le 5 décembre 1968 à la Banque des noms de lieux de la Commission de toponymie du Québec.